# 灵丘荞麦
灵丘荞麦、灵丘苦荞麦，是指中华人民共和国山西省大同市灵丘县生产的荞麦，是中国地理标志产品。

## 特点
灵丘县地处暖温带向中温带过渡的中间地带，适宜种植荞麦。在当地政府引导下，当地民众调整了农作物的种植结构，引进更换了优良品种，推广栽培技术，使地方特产优势得到了发挥，播种面积由1949年的1000余亩，增加到1989年的15000亩，总产量达到225万公斤。1994年，获国家专利，产品远销北京、上海、福州等城市。1995年，获第二届全国农业博览会金奖。2008年11月3日，灵丘荞麦通过中华人民共和国农业部审查，成为中国地理标志产品。